# Réseaux hydrauliques

Un exemple d'application de boucle de Tichelmann sur un réseau de chauffage équipé de radiateurs.

Les réseaux hydrauliques présents dans les bâtiments permettent de distribuer la chaleur (pour le chauffage) ou le froid (pour la climatisation) dans l'ensemble du (ou des) bâtiment (s).
Un réseau hydraulique comprend des émetteurs, une distribution, une pompe de circulation et une production de chaleur ou de froid.
Cependant, un élément manque. Il faut des organes d'équilibrage pour s'assurer que l'énergie est bien distribuée au bon endroit. Plusieurs moyen existent : l'équilibrage statique ou l'équilibrage dynamique.
Un moyen pour réaliser des économies d'énergie sur la pompe de circulation, il faut utiliser une technologie à vitesse variable au lieu de la traditionnelle vitesse constante. On peut réaliser jusqu'à 70 % d'économie sans affecter le confort thermique dans le bâtiment.